# CEBPG
CEBPG (англ. CCAAT/enhancer binding protein gamma) – білок, який кодується однойменним геном, розташованим у людей на короткому плечі 19-ї хромосоми. Довжина поліпептидного ланцюга білка становить 150 амінокислот, а молекулярна маса — 16 408.
| 10         |  | 20         |  | 30         |  | 40         |  | 50         |
| ---------- |  | ---------- |  | ---------- |  | ---------- |  | ---------- |
| MSKISQQNST |  | PGVNGISVIH |  | TQAHASGLQQ |  | VPQLVPAGPG |  | GGGKAVAPSK |
| QSKKSSPMDR |  | NSDEYRQRRE |  | RNNMAVKKSR |  | LKSKQKAQDT |  | LQRVNQLKEE |
| NERLEAKIKL |  | LTKELSVLKD |  | LFLEHAHNLA |  | DNVQSISTEN |  | TTADGDNAGQ |
|            |  |            |  |            |  |            |  |            |

A: Аланін

D: Аспарагінова кислота

E: Глутамінова кислота

F: Фенілаланін

G: Гліцин

H: Гістидин

I: Ізолейцин

K: Лізин

L: Лейцин

M: Метіонін

N: Аспарагін

P: Пролін

Q: Глутамін

R: Аргінін

S: Серин

T: Треонін

V: Валін

Кодований геном білок за функцією належить до активаторів. 
Задіяний у таких біологічних процесах, як транскрипція, регуляція транскрипції. 
Білок має сайт для зв'язування з ДНК. 
Локалізований у ядрі.